# Šarūnas Birutis
Šarūnas Birutis (n. 20 septembrie 1961 la Šiauliai) este un om politic lituanian, membru al Parlamentului European în perioada 2004-2009 din partea Lituaniei.
1. ↑   https://www.lrs.lt/SIPIS/portal/responsive/static_pages/kad7/kadencija2012.show7-p_r=15828&p_k=1&p_a=5&p_asm_id=73569.html Lipsește sau este vid: |title= (ajutor)
2. ↑  Deputații în Parlamentul European